# Siegfried Erber
Siegfried Erber Wanzek (Liegnitz, 6 de marzo de 1924) es un músico alemán radicado en Chile. A partir de la década de 1950 tuvo un importante rol en el desarrollo y profesionalización de la formación musical en el sur de Chile, gracias a su labor como docente de la Universidad Austral de Chile y como gestor cultural.

## Biografía
Nacido en una familia de musical, comienza a estudiar violín a los cuatro años de edad. Estudia Licenciatura en Dirección Orquestal y Coral en la Hochschule für Musik de Halle, además de Pedagogía Musical y Pedagogía en Matemáticas en la Martin-Luther Universität, de la misma ciudad, donde también trabaja posteriormente como docente de educación musical. Se perfeccionó en la ciudad de Berlín en las disciplinas de dirección orquestal y coral, además de violín y canto. Fue alumno de Heinrich Schlusmuss, conocido cantante. 
En 1952 es enviado a Chile por el Ministerio del Exterior de Alemania para trabajar en el Instituto Alemán y en el Conservatorio de Osorno como profesor de música y matemáticas. Luego se incorpora al Conservatorio de Música de la Universidad Austral de Chile, en Valdivia, como profesor de violín, por invitación directa del fundador y rector de dicha casa estudios, Eduardo Morales.
Desde su llegada a la ciudad de Valdivia se destaca como intérprete y gestor cultural. Organiza ciclos de conciertos y asume el cargo de Director Técnico de la Federación de Coros de Chile, filial Valdivia. 
En 1960 viaja a Alemania para asistir a cursos de dirección orquestal con Herbert von Karajan, director de la Orquesta Filarmónica de Berlín.
En 1961 crea la Orquesta de Cámara de la Universidad Austral de Chile, de la cual fue director titular. De dicha orquesta fueron parte músicos locales que destacarían posteriormente por su carrera musical, como Ernesto Guarda Carrasco y Genaro Burgos. A partir de esa época, viaja a Alemania para perfeccionarse en distintas ciudades, donde también ofrece conciertos, y para interiorizarse en las nuevas tendencias en el ámbito de la tecnología musical y el sonido. 
Durante ese periodo, compuso la música del Himno de la Universidad Austral sobre un texto escrito por el destacado académico Eleazar Huerta, del cual luego se realizó una versión coral adaptada por Ernesto Guarda Carrasco.
En 1967, funda en la Universidad Austral de Chile la Escuela de Tecnología del Sonido y más tarde dirige el Departamento de Fono Imagoteca. En 1987 fue director del Instituto de Acústica.
De su matrimonio con Irene Melita Rudolph Schenke tuvo un hijo de nombre Tomás.

## Distinciones
- Premio "Álvaro Bombal" (Sociedad de Amigos del Arte, 1960)